# 11886 Kraske
11886 Kraske este un asteroid din centura principală de asteroizi.

## Descriere
11886 Kraske este un asteroid din centura principală de asteroizi. A fost descoperit pe 10 octombrie 1990 la Tautenburg de Lutz Dieter Schmadel și Freimut Börngen. Asteroidul prezintă o orbită caracterizată de o semiaxă mare de 2,76 ua, o excentricitate de 0,16 și o înclinație de 4,1° în raport cu ecliptica.